# خواكين عبد الله
خواكين عبد الله (مواليد 19 يناير 2000) هو لاعب كرة قدم محترف يلعب في مركز لاعب وسط مع نادي النصر بنغازي في الدوري الليبي الممتاز. وُلد في تشيلي ويمثل المنتخب الفلسطيني الوطني.

## المسيرة الاحترافية
بدأ عبد الله مسيرته الكروية في مرحلة الشباب مع نادي هواتشيباتو، قبل ان ينضم إلى نادي كوكييمبو أونيدو في موسم 2020. و في 6 ديسمبر 2020، أعلن انضمامه إلى نادي إندبندينتي كوكينيس.
في نوفمبر 2022، انتقل عبد الله إلى فلسطين وانضم إلى نادي شباب الخليل في دوري المحترفين الفلسطيني.
في يونيو 2023، وقع عبد الله مع نادي كومونال كابريرو في دوري تيرسيرا أ، حيث يشرف على الفريق المدرب إدغاردو، وهو والده.
في فبراير 2025، انتقل عبد الله إلى ليبيا وانضم إلى صفوف نادي النصر (بنغازي).

## المسيرة الدولية
في مايو 2022، استُدعي عبد الله إلى صفوف المنتخب الفلسطيني للمشاركة في تصفيات كأس آسيا 2023 التي أُقيمت في يونيو من نفس العام.

## الحياة الشخصية
عبد الله هو ابن اللاعب الدولي السابق لمنتخب فلسطين لكرة القدم، إدغاردو عبد الله.

## إحصائيات المسيرة

### الأندية
| النادي         | الموسم        | الدوري         | الدوري    | الدوري  | الكأس     | الكأس   | المسابقات القارية | المسابقات القارية | أخرى      | أخرى    | المجموع   | المجموع |
| النادي         | الموسم        | الدوري         | المباريات | الأهداف | المباريات | الأهداف | المباريات         | الأهداف           | المباريات | الأهداف | المباريات | الأهداف |
| -------------- | ------------- | -------------- | --------- | ------- | --------- | ------- | ----------------- | ----------------- | --------- | ------- | --------- | ------- |
| كوكيمبو يونيدو | 2020          | الدوري الممتاز | 12        | 0       | —         | —       | 0                 | 0                 | 0         | 0       | 12        | 0       |
| كاوكين         | 2020          | الدرجة الثانية | 4         | 0       | —         | —       | —                 | —                 | 0         | 0       | 4         | 0       |
| مجموع المسيرة  | مجموع المسيرة | مجموع المسيرة  | 16        | 0       | 0         | 0       | 0                 | 0                 | 0         | 0       | 16        | 0       |

## الألقاب
Coquimbo Unido
- الدرجة الثانية (1): 2021